# Steen River (Krater)
Koordinaten: 59° 30′ 0″ N, 117° 38′ 0″ W
Steen River ist ein Einschlagkrater in der kanadischen Provinz Alberta.
Der Durchmesser des Kraters beträgt 25 Kilometer, sein Alter wird auf 91 ± 7 Millionen Jahre geschätzt, das heißt, der Einschlag fand in der Kreidezeit statt. An der Erdoberfläche ist die Einschlagstruktur nicht sichtbar.